# Albert von Berrer

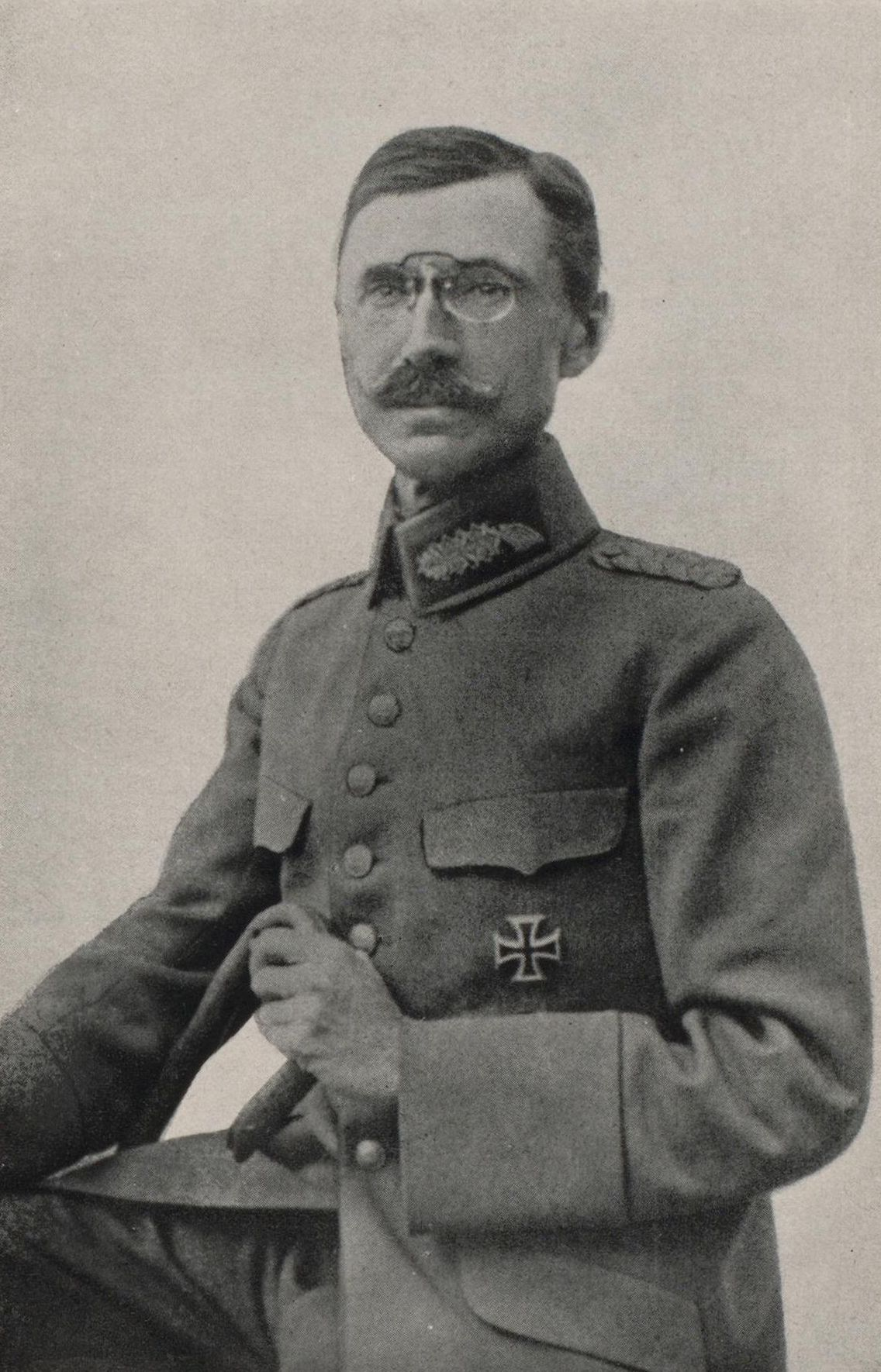
Albert von Berrer

Albert Otto Friedrich Berrer, seit 1899 von Berrer, (* 8. September 1857 in Unterkochen; † 28. Oktober 1917 bei San Gottardo nordöstlich Udine) war ein württembergischer Generalleutnant im Ersten Weltkrieg.

## Leben

### Herkunft
Berrer war der Sohn des Kameralverwalters Karl David Berrer (1809– 1873) und dessen Ehefrau Friederike Adelheid, geborene Schoch (1818–1888) und das jüngste von sieben Kindern. Zwei seiner Brüder schlugen eine Offizierskarriere ein. Hermann, der älteste Sohn, brachte es bis zum Oberst in einem Landsturmbataillon während des Ersten Weltkriegs, Theodor brachte es bis zum Generalmajor. Albert besuchte die Schule in Aalen und zog mit seiner Mutter, nachdem sein Vater 1873 gestorben war, nach Stuttgart. 1871/72 besuchte er zunächst das Gymnasium in Heilbronn, dann in Stuttgart.

### Militärkarriere
Berrer trat am 14. September 1874 als Freiwilliger in das 1. Infanterie-Regiment (Grenadier-Regiment Königin Olga) Nr. 119 der Württembergischen Armee in Stuttgart ein, wo er am 12. April 1875 zum Fähnrich ernannt sowie am 7. Februar 1876 zum Sekondeleutnant befördert wurde. Vom 1. November 1878 bis 30. September 1880 fungierte Berrer als Adjutant des Bezirkskommandos Calw, versah dann wieder Dienst in seinem Stammregiment und wurde ab 17. August 1881 als Bataillonsadjutant verwendet. Unter gleichzeitiger Beförderung zum Premierleutnant folgte am 14. Juni 1886 seine Versetzung in das Infanterie-Regiment „Kaiser Friedrich, König von Preußen“ (7. Württembergisches) Nr. 125. Man kommandierte Berrer dann vom 1. Oktober 1886 bis 21. Juli 1889 zur Preußischen Kriegsakademie sowie kurzzeitig vom 24. März bis 1. April 1890 zum Großen Generalstab nach Berlin. Nachdem er am 22. März 1891 Hauptmann geworden war, ernannte man ihn kurz darauf am 31. März zum Kompaniechef. Diese Funktion hatte er bis zu seiner Versetzung am 21. April als Erster Generalstabsoffizier im Generalstab der 4. Division inne. Unter gleichzeitiger Beförderung zum Major kam Berrer am 22. März 1897 in das Kriegsministerium. Zwei Jahre später ernannte man ihn zum Kommandeur des III. Bataillons des Infanterie-Regiments „Alt-Württemberg“ (3. Württembergisches) Nr. 121.
Nach 25-jähriger Dienstzeit wurde Berrer 1899 durch die Verleihung des Ehrenkreuzes des Ordens der Württembergischen Krone in den persönlichen Adelsstand erhoben.
Vom 18. April 1901 bis 8. Dezember 1902 fungierte er als Erster Generalstabsoffizier im Generalstab des XVI. Armee-Korps und wurde anschließend in den Großen Generalstab versetzt, wo man ihn am 19. Mai 1903 mit der Wahrnehmung der Geschäfte des Abteilungschef beauftragte. In dieser Funktion beförderte man Berrer am 11. September 1903 zum Oberstleutnant, beauftragte ihn dann am 27. Januar 1904 mit der Wahrnehmung der Geschäfte des Chefs des Generalstabes des VIII. Armee-Korps und ernannte ihn schließlich am 10. März zum Chef. Als Oberst (seit 25. Mai 1906) erhielt Berrer am 14. April 1907 das Kommando über 10. Infanterie-Regiment Nr. 180. Nach drei Jahren Dienst beauftragte man ihn am 25. April 1910 mit der Führung der 52. Infanterie-Brigade und Berrer erhielt unter gleichzeitiger Beförderung zum Generalmajor am 17. Mai 1910 das Kommando. Er wurde dann am 4. Februar 1913 zur 31. Division versetzt, wo man ihn zunächst mit der Führung des Verbandes beauftragte und nach seiner Beförderung zum Generalleutnant am 18. Februar 1913 als Kommandeur einsetzte.
Mit Ausbruch des Ersten Weltkriegs und der Mobilmachung kam seine Division zunächst an der Westfront zum Einsatz. Nach dem Jahreswechsel verlegte die Division Ende Januar/Anfang Februar 1915 an die Ostfront und kämpfte dort erstmals bei der Winterschlacht in Masuren. Berrer wurde dann am 27. August 1916 Führer des Generalkommandos z. b. V. 51, konnte sich während der Kerenski-Offensive besonders bewähren und zeichnete sich bei Einnahme von Tarnopol aus. Im September 1917 ernannte man Berrer zum Führer der nach ihm benannten Armeegruppe, die an der Italienfront antrat. Während der Zwölften Isonzoschlacht ist Berrer gefallen.
Am 27. Oktober wurde irrtümlich gemeldet, dass die 26. Division (1. Königlich Württembergische) Udine, bis dahin Sitz vom Kommando des Hauptquartiers unter Luigi Cadorna, erreicht hätte. Berrer machte sich auf den Weg zu der Division und überfuhr in seinem Kraftfahrzeug dabei die Torrebrücke. Er gelangte so unmittelbar in eine Stellung von ca. 60 italienischen Soldaten hinein. Diese eröffneten sofort das Feuer auf seinen Wagen. Berrer erhielt dabei einen Kopfschuss und fand den Tod. Udine selbst wurde erst am Folgetag vom Reserve-Jäger-Bataillon Nr. 18 der 200. Infanterie-Division in Besitz genommen. Bedingt durch den Tod Berrers konnte der Heeresbericht die Einnahme erst am 30. Oktober vermelden.
Berrer und sein ebenfalls ums Leben gekommener Ordonnanzoffizier wurden am 1. November 1917 zunächst auf dem Friedhof von Cividale beigesetzt. Wenige Wochen später wurde sein Leichnam exhumiert und nach Deutschland gebracht. Die militärische Trauerfeier fand am 22. Dezember 1917 auf dem Stuttgarter Pragfriedhof statt, bei der der Württembergische König Wilhelm II. persönlich einen Kranz nieder legte. Nach der Trauerfeier wurde er nach Heidenheim überführt und in der Familiengruft Meebold bestattet.

### Familie
Berrer hatte sich am 21. März 1896 in Heidenheim mit Else Meebold verheiratet. Aus der Ehe ging der Sohn Manhart hervor.

## Ehrungen
- Komtur des Ordens der Württembergischen Krone
- Ritterkreuz des Württembergischen Militärverdienstordens am 1. November 1914[7]
- Großkreuz des Friedrichs-Ordens mit Schwertern im Januar 1917
- Württembergisches Dienstehrenzeichen I. Klasse
- Eisernes Kreuz (1914) II. und I. Klasse
- Roter Adlerorden II. Klasse mit Schwertern im Jahre 1915
- Kronenorden I. Klasse mit Schwertern
- Pour le Mérite am 27. August 1917